# Araneus strigatellus
Araneus strigatellus är en spindelart som först beskrevs av Embrik Strand 1908.  Araneus strigatellus ingår i släktet Araneus och familjen hjulspindlar. Inga underarter finns listade i Catalogue of Life.